# Djalma Campos
Djalma Braume Manuel Abel Campos, född 30 maj 1987 i Luanda, är en angolansk fotbollsspelare som spelar som anfallare för Alanyaspor. Han spelar även för Angolas herrlandslag i fotboll. Campos spelarnamn är Djalma. Han har tidigare spelat för Marítimo, Marítimo B och Porto. 